# Xanthonicias prostrata
Xanthonicias prostrata is een keversoort uit de familie boktorren (Cerambycidae). De wetenschappelijke naam van de soort is voor het eerst geldig gepubliceerd in 1987 door Galileo.